# Gens Mènia
La gens Mènia (en llatí: gens Maenia, va ser una gens romana d'origen plebeu. En algunes monedes i inscripcions el seu nomen es llegeix llatí: Mainia.
Va produir diversos personatges destacats, tots ells defensors dels plebeus. Únicament Gai Meni va obtenir el consolat l'any 338 aC. No van utilitzar cap cognom excepte el d'Antiàtic que apareix només en algunes monedes.

## Personatges destacats
- Meni (tribú 489 aC), tribú de la plebs el 489 aC.
- Gai Meni, tribú de la plebs el 483 aC.
- Marc Meni (tribú de la plebs), tribú de la plebs el 410 aC.
- Publi Meni, possible tribú amb potestat consolar el 400 aC i el 396 aC.
- Gai Meni (cònsol), cònsol el 338 aC
- Meni (tribú 286 aC), tribú de la plebs el 286 aC.
- Marc Meni (tribú militar), tribú dels soldats el 203 aC.
- Tit Meni, pretor urbà el 186 aC.
- Meni (cavaller), ric cavaller romà.
- Gai Meni (pretor), pretor el 180 aC.
- Quint Meni, pretor el 170 aC.